# Sinfonia de Natal
Sinfonia de Natal é um especial de drama musical dos Estúdios Globo criado por Gian Carlo Belloti, dirigido por Giovanna Machline, com roteiro de Elton de Almeida e Giovanna Machline. Em comemoração ao Natal, o especial tem estreia marcada para 24 de dezembro de 2024. Conta com Péricles, Taís Araújo, Carol Roberto, Rosa Marya Colin e João Carlos Martins nos papéis principais.

## Sinopse
Péricles, um trabalhador que vive na periferia de São Paulo, perde sua esposa e se dedica ao sustento de sua filha, Sofia, enquanto sua paixão pela música fica de lado. Sofia, no entanto, não desiste de acreditar no sonho do pai. O grande encontro de Péricles com o maestro João Carlos Martins, que o convida para uma apresentação especial com a Orquestra Bachiana Filarmônica SESI-SP, muda a trajetória de sua vida. Em uma noite de Natal, ele e Martins se unem em uma performance emocionante, celebrando a magia da música e do Natal.

## Elenco
- Péricles como Péricles Soares
- Taís Araújo como Fernanda Soares
- Rosa Marya Colin como Elza Soares
- Carol Roberto como Sofia Soares
- João Carlos Martins como Ele mesmo